# Fir Park

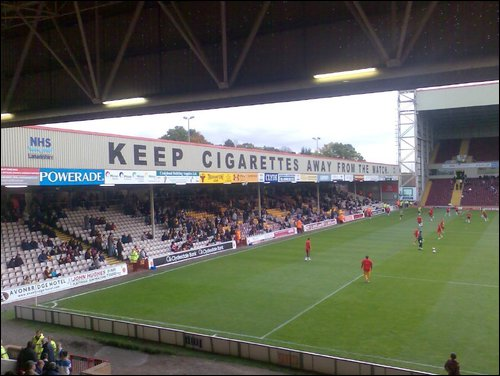
Fir Parks östra läktare.

Fir Park är Motherwell FC:s hemmaarena i fotboll ligger i Motherwell i Skottland. Kapaciteten är 13 742. Nedanför taket på den östra läktaren står det med stora bokstäver :"PLEASE KEEP CIGARETTES AWAY FROM THE MATCH".